# Камерон Картер-Вікерс
Камерон Картер-Вікерс (англ. Cameron Carter-Vickers, нар. 31 грудня 1997, Саутенд-он-Сі) — американський футболіст, захисник шотландського клубу «Селтік» та національної збірної США.

## Клубна кар'єра
Народився 31 грудня 1997 року в місті Саутенд-он-Сі. Вихованець футбольної школи клубу «Тоттенгем Готспур», до академії якого потрапив у віці 11 років.
21 вересня 2016 року Картер-Вікерс дебютував за основний склад «Тоттенгема» у матчі третього раунду Кубка Футбольної ліги проти «Джиллінгема» (5:0). Загалом за сезон 2016/17 зіграв за клуб по два матчі у Кубку Англії та Кубку ліги. З наступного сезону став виступати на правах оренди за клуби Чемпіоншипу «Шеффілд Юнайтед», «Іпсвіч Таун», «Свонсі Сіті», «Сток Сіті», «Лутон Таун» та «Борнмут».
19 серпня 2021 року Картер-Віккерс повернувся у «Тоттенгем» і провів свій перший матч за клуб з 2017 року, зігравши під керівництвом нового тренера Нуну Ешпіріту Санту в першому в історії клубу матчі в Лізі конференцій УЄФА на виїзді з клубом «Пасуш-де-Феррейра» (0:1), втім цей матч став останнім для гравця за клуб, оскільки вже 31 серпня Картер-Вікерс приєднався до клубу шотландської Прем'єр-ліги «Селтік» на правах оренди до кінця сезону 2021/22. 13 вересня він забив гол у своєму дебютному матчі ударом з-за меж штрафного, у переможному матчі проти «Росс Каунті» (3:0). Він провів 45 ігор у всіх турнірах, вигравши Кубок шотландської ліги та Прем'єр-лігу. Після цього 10 червня 2022 року Картер-Вікерс підписав повноцінний чотирирічний контракт із «Селтіком». Станом на 31 липня 2022 року відіграв за команду з Глазго 34 матчі в національному чемпіонаті.

## Виступи за збірні
Кемерон народився в Англії у сім'ї Говарда Картера, американського баскетболіста, який грав у НБА та європейських клубах, тому Камерон мав право представляти на міжнародному рівні обидві країни і обрав США. 2014 року Картер-Вікерс дебютував у складі юнацької збірної США (U-18), загалом на юнацькому рівні взяв участь у 3 іграх.
Протягом 2014—2019 років залучався до складу молодіжної збірної США. З цією командою Камерон зіграв у всіх шести іграх на Молодіжному чемпіонаті КОНКАКАФ у 2015 році на Ямайці, де США посіла третє місце. Цей результат дозволив кваліфікувалися команді на молодіжний чемпіонат світу 2015 року у Новій Зеландії. Тодішнього 17-річного хлопця тренер Таб Рамос включив до заявки з 21 гравця, яка взяла участь у турнірі, ставши наймолодшим гравцем команди. Під час турніру він взяв участь у всіх іграх своєї команди та вилетів у чвертьфіналі від Сербії в серії пенальті. З наступного року Картер-Віккерс все частіше використовувався в команді U-20. Хоча він не був у заявці команди, яка виграла молодіжний чемпіонат КОНКАКАФ, але взяв участь у молодіжному чемпіонаті світу у Південній Кореї. Цей чемпіонат завершився для американців у чвертьфіналі поразкою від Венесуели. Всього на молодіжному рівні зіграв у 31 офіційному матчі, забив 2 голи.
6 листопада 2016 року Картер-Вікерс вперше був викликаний до національної збірної США, але дебютував у головній збірній лише 14 листопада 2017 року, вийшовши на заміну в товариській грі проти Португалії (1:1).
| Дата       | Місто         | Господарі  | Результат | Гості    | Турнір                                   | Голи | Примітки |
| ---------- | ------------- | ---------- | --------- | -------- | ---------------------------------------- | ---- | -------- |
| 14-11-2017 | Лейрія        | Португалія | 1 – 1     | США      | товариський матч                         | -    | 48'      |
| 27-3-2018  | Кері          | США        | 1 – 0     | Парагвай | товариський матч                         | -    | 81'      |
| 2-6-2018   | Дублін        | Ірландія   | 2 – 1     | США      | товариський матч                         | -    | 30' 61'  |
| 9-6-2018   | Десін-Шарп'є  | Франція    | 1 – 1     | США      | товариський матч                         | -    |          |
| 12-9-2018  | Нашвілл       | США        | 1 – 0     | Мексика  | товариський матч                         | -    |          |
| 16-10-2018 | Іст-Гартфорд  | США        | 1 – 1     | Перу     | товариський матч                         | -    |          |
| 20-11-2018 | Генк          | Італія     | 1 – 0     | США      | товариський матч                         | -    |          |
| 6-6-2019   | Вашингтон     | США        | 0 – 1     | Ямайка   | товариський матч                         | -    | 72'      |
| 2-6-2022   | Цинциннаті    | США        | 3 – 0     | Марокко  | товариський матч                         | -    | 46'      |
| 11-6-2022  | Остін         | США        | 5 – 0     | Гренада  | Ліга націй КОНКАКАФ 2022—2023 - 1-й етап | -    |          |
| 14-6-2022  | Сан-Сальвадор | Сальвадор  | 1 – 1     | США      | Ліга націй КОНКАКАФ 2022—2023 - 1-й етап | -    |          |
| Усього     |               | Матчів     | 11        |          | Голів                                    | 0    |          |

## Титули і досягнення
- Володар Кубка шотландської ліги (3):

«Селтік»: 2021–22, 2022–23, 2024–25
- Чемпіон Шотландії (4):

«Селтік»: 2021–22, 2022–23, 2023–24, 2024–25
- Володар Кубка Шотландії (2):

«Селтік»: 2022–23, 2023–24